# Luisia javanica
Luisia javanica är en orkidéart som beskrevs av Johannes Jacobus Smith. Luisia javanica ingår i släktet Luisia och familjen orkidéer. Inga underarter finns listade i Catalogue of Life.